# روزماري فرانسيس ريس
روزماري فرانسيس ريس (بالإنجليزية: Rosemary Frances Rees)‏ (1875 - 1963)؛ ممثلة وروائية نيوزيلندية.